# Master pro de concours complet
Le Championnat de France de concours complet, appelé Master Pro, regroupe tous les grands cavaliers français.

## Palmarès du Championnat de France
- 1965 : Jean-Jacques Guyon et Mon Clos[1]
- 1966 : Michel Cochenet et Artaban[1]
- 1967 : François Lucas et Catamarca[1]
- 1968 : Bernard Marlin et Roi d’Asturies[1]
- 1969 : Charles Masurel et Kabyle B[1]
- 1970 : Michel Robert et Ut Majeur[1]
- 1971 : Dominique Bentejac et Trou Normand[1]
- 1972 : Alain de Saint Germain et Ubu Roi[1]
- 1973 : Dominique Bentejac et Aragon[1]
- 1974 : Dominique Bentejac et Aragon[1]
- 1975 : Jean-Yves Touzaint et Andalou D[1],[2]
- 1976 : Jean-Yves Touzaint et Andalou D[1],[2]
- 1977 : Thierry Lacour et Sertorius[1]
- 1978 : Armand Bigot et Valseur[1]
- 1979 : Philippe Deschenes et Colchique[1]
- 1980 : Thierry Lacour et Hymen de la Cour[1]
- 1981 : Jean-Yves Touzaint et Flipper[1]
- 1982 : Thierry Lacour et Hymen de la Cour[1]
- 1983 : Pascal Morvillers et Gulliver B[1]
- 1984 : Pascal Morvillers et Gulliver B[1]
- 1985 : Marie-Christine Duroy et Harley[1],[3]
- 1986 : Marie-Christine Duroy et Harley[1],[3]
- 1987 : Marie-Christine Duroy et Harley[1],[3]
- 1988 : Jean Teulère et Juphibel*HN[1],[4]
- 1989 : Pierre Michelet et Jhansi[1]
- 1990 : Jean Teulère et Royal de Tanues[1],[4]
- 1991 : Jean-Yves Touzaint et Rodosto[1]
- 1992 : Michel Bouquet et Newport[1]
- 1993 : Didier Seguret et Cœur de Rocker[1]
- 1994 : Jean-Lou Bigot et Twist la Beige[1]
- 1995 : Didier Willefert et Séducteur Biolay[1],[5]
- 1996 : Marie-Christine Duroy et Yarland Summersong[1],[3]
- 1997 : Jean-Pierre Blanco et Echo Hill[1]
- 1998 : Marie-Christine Duroy et Yarland Summersong[1],[3]
- 1999 : Marie-Christine Duroy et Yarland Summersong[1],[3]
- 2000 : Denis Mesples et Vanpire[1],[6]
- 2001 : Denis Mesples et Vanpire[1],[6]
- 2002 : Didier Courrèges et Free Style[1]
- 2003 : Amelie Billard et Derby de Longueval[1]
- 2004 : Nicolas Touzaint et Galan de Sauvagère[1],[7]
- 2005 : Jean-Lou Bigot et Derby de Longueval[1]
- 2006 : Nicolas Touzaint et Hildago de l'Île[1],[7]
- 2007 : Nicolas Touzaint et Galan de Sauvagère[1],[7]
- 2008 : Nicolas Touzaint et Tatchou[1]
- 2009 : Jean Teulère et Matelot du Grand Val[1],[8]
- 2010 : Donatien Schauly et Ocarina du Chanois[1],[9]
- 2011 : Donatien Schauly et Ocarina du Chanois[1],[9]
- 2012 : Donatien Schauly et Ocarina du Chanois[1],[9]
- 2013 : Nicolas Touzaint et Hildago de l'Île[1],[7]
- 2014 : Donatien Schauly et Cadiz[1],[9]
- 2015 : Thomas Carlile[10]
- 2016 : Thomas Carlile[11]
- 2017 : Maxime Livio et Pica d'Or[12]
- 2018 : Karim Laghouag et Entebbe de Hus [13]
- 2019 : Thibaut Vallette et Qing du Briot*ENE-HN[14]
- 2020 : non attribué
- 2021 : Christopher Six et Totem de Brecey[15]
- 2022 : Gwendolen Fer et Romantic Love [16]